# Sebkha de Tindouf
Sebkha de Tindouf är en saltöken i Algeriet.   Den ligger i provinsen Tindouf, i den västra delen av landet, 1 400 km sydväst om huvudstaden Alger.